# چارلی بل (بازیکن فوتبال، زاده ۲۰۰۲)
چارلی بل (انگلیسی: Charlie Bell؛ زادهٔ ۲۴ دسامبر ۲۰۰۲) بازیکن فوتبال اهل بریتانیا است.
از باشگاه‌هایی که در آن بازی کرده‌است می‌توان به باشگاه فوتبال پورتسموث اشاره کرد.